# فاطمة خاتون (ابنة مراد الثاني)
فاطمة خاتون - Fatma Hatun (ولدت سنة 1430م ، أدرنة) أميرة عثمانية وهي ابنة السلطان مراد الثاني ، و أخت السلطان محمد الفاتح. 